# Huis ter Heide (Drenthe)
Pour les articles homonymes, voir Huis ter Heide.
Huis ter Heide est un hameau situé dans la commune néerlandaise de Noordenveld, dans la province de Drenthe. Le 1er janvier 2006, le hameau comptait 124 habitants.